# Fantôme
Fantôme is een Belgisch bier van hoge gisting.
Het bier wordt gebrouwen in Brasserie Fantôme te Soy.

## Varianten
- Fantôme, blond bier met een alcoholpercentage van 8%.
- Fantôme Chocolat, amberkleurig bier met een alcoholpercentage van 8%, in samenwerking met de plaatselijke chocolatier Defroimont
- Fantôme Spéciale Noel, bruin kerstbier met een alcoholpercentage van 10%